# Hostert, Rambrouch
Hostert är en ort i Luxemburg.   Den ligger i distriktet Diekirch, i den västra delen av landet, 29 kilometer nordväst om huvudstaden Luxemburg. Hostert ligger 410 meter över havet och antalet invånare är 360.